# شيكو دياز
شيكو دياز هو ممثل برازيلي ومكسيكي، ولد في 16 فبراير 1959 بمدينة مكسيكو في المكسيك.

## وصلات خارجية
- شيكو دياز على موقع IMDb (الإنجليزية)
- شيكو دياز على موقع ألو سيني (الفرنسية)
- شيكو دياز على موقع أول موفي (الإنجليزية)
- شيكو دياز على موقع قاعدة بيانات الأفلام السويدية (السويدية)
- شيكو دياز على موقع قاعدة بيانات الفيلم (الإنجليزية)
- شيكو دياز على موقع كينوبويسك (الروسية)